# Trung tâm Lịch sử Du lịch Núi Pieniny ở Szczawnica
Trung tâm Lịch sử Du lịch Núi Pieniny ở Szczawnica (tiếng Ba Lan: Pieniński Ośrodek Historii Turystyki Górskiej w Szczawnicy) là một bảo tàng tọa lạc tại số 12 Phố Pienińska, Szczawnica, Ba Lan. Trung tâm là một bảo tàng của Hiệp hội Du lịch và Tham quan Ba Lan (PTTK).

## Lịch sử
Trung tâm Lịch sử Du lịch Núi Pieniny ở Szczawnica được thành lập vào năm 1986. Trụ sở của Trung tâm là ngôi nhà nằm ngay gần nhà trọ PTTK "Orlica". Tên hiện tại của Trung tâm được đặt theo nghị quyết của Ủy ban Du lịch Miền núi của Hội đồng Chính PTTK vào ngày 6 tháng 6 năm 2016.

## Triển lãm
Bộ sưu tập của Trung tâm Lịch sử Du lịch Núi Pieniny ở Szczawnica hiện đang bao gồm triển lãm những hiện vật và kỷ vật thuộc các chủ đề sau:
- lịch sử du lịch ở Dãy núi Pieniny
- lịch sử của các Chi nhánh PTTK Pieniny ở Szczawnica và Krościenko
- đi bè và lịch sử đi bè xuống hẻm núi Dunajec
- thành lập Vườn quốc gia Pieniny
- lịch sử của Spisz

## Giờ mở cửa
Trung tâm Lịch sử Du lịch Núi Pieniny ở Szczawnica hoạt động quanh năm, mở cửa tất cả các ngày trong tuần. Khách tham quan được vào cửa miễn phí.